# Gedeone Vettorazzi
Gedeone Carlo Vettorazzi, ab 1849 Nobile di Treuenhold (* 4. November 1808 in Levico; † 14. September 1854 ebenda) war ein Tiroler Jurist und Politiker.

## Leben
Vettorazzi promovierte nach einem Studium der Rechtswissenschaften und arbeitete anschließend als Advokat in seiner Heimatstadt. Dort war er unter anderem auch als Vorsitzender der Brandversicherungslokalkommission sowie als Schulinspektor tätig.
Vom 20. Mai 1848 bis zum 7. November 1848 war Vettorazzi Abgeordneter für den 2. Wahlkreis Tirol und Vorarlberg in der Frankfurter Nationalversammlung, wo er zur Fraktion Deutscher Hof zählte.